# Thomas John Jehu
Thomas John Jehu (19 février 1871 - 18 juillet 1943) est un médecin et géologue britannique. La collection de fossiles Jehu-Campbell de l'Université d'Édimbourg est réalisée par Jehu en collaboration avec Robert Campbell et est maintenant le composant principal de leur «Highland Border Series» de fossiles. De nombreux fossiles proviennent de la région d'Aberfoyle .

## Biographie
Il est né à Mill House, Llanfair Caereinion, Montgomeryshire, au Pays de Galles en 1871, fils d'un meunier, John Jehu. Il fait ses études au lycée Oswestry. Il étudie ensuite la médecine à l'Université d'Édimbourg et obtient son diplôme MB ChB en 1893.
Il fait une autre année de sciences en obtenant un autre diplôme (BSc) puis étudie à l'Université de Cambridge, où il obtient une autre maîtrise en sciences. Bien qu'il ait obtenu son doctorat en médecine (MD) il choisit une carrière universitaire, donnant d'abord des cours de géologie à l'Université de St Andrews, puis s'installant à l'Université d'Édimbourg en 1914.
En 1904, il tente sans succès d'accéder à la chaire de géologie de l'Université de Glasgow, mais perd face à John Walter Gregory. En 1905, il est élu membre de la Royal Society of Edinburgh avec comme proposants James Geikie, Ben Peach, John Horne et Ramsay Traquair (naturaliste). Il remporte le prix Keith de la Société pour la période 1925-27 et est leur vice-président 1929-1932.
Il siège à une commission sur l'érosion côtière en 1908.
En 1914, il succède au professeur James Geikie comme professeur de géologie à l'Université d'Édimbourg. En 1932, il supervise le transfert de son département du Old College aux King's Buildings où il est ensuite hébergé au Grant Institute en raison de sa dotation par Sir Alexander Grant .
Il reste professeur jusqu'à sa mort à Édimbourg, le 18 juillet 1943, à l'âge de 72 ans, date à laquelle Arthur Holmes lui succède.